# بازداشتگاه شماره ۱۷
بازداشتگاه شماره ۱۷ (به انگلیسی: Stalag 17) فیلمی به کارگردانی فیلمساز آمریکایی، بیلی وایلدر محصول سال ۱۹۵۳ میلادی و در ژانر کمدی_درام جنگی می‌باشد که داستان افراد نیروی هوایی آمریکایی را روایت می‌کند که در زندانی در اردوگاه جنگ جهانی دوم آلمان نگهداری می‌شوند و به نظر می‌رسد که یکی از آنها جاسوس و خبرچین است. این فیلم توسط بیلی وایلدر و ادوین بلوم از نمایشنامه برادوی به همین نام توسط دونالد بوان و ادموند تروسینسکی اقتباس شده‌است که براساس تجربیات آنها به عنوان زندانیان در بازداشتگاه 17B در اتریش ساخته شده‌است.

## جوایز
- برنده جایزه اسکار بهترین بازیگر نقش اول مرد - ویلیام هولدن
- نامزد جایزه اسکار بهترین بازیگر نقش مکمل مرد - رابرت استاروس
- نامزد جایزه اسکار بهترین کارگردانی - بیلی وایلدر